# Николаенко, Анатолий Фёдорович
Анатолий Фёдорович Николаенко — советский хозяйственный, государственный и политический деятель, Герой Социалистического Труда.

## Биография
Родился в 1938 году в селе Новонаталовка. Член КПСС.
С 1957 года — на хозяйственной, общественной и политической работе. В 1957—1998 гг. — механизатор, военнослужащий Советской армии, тракторист машинно-тракторной станции, механизатор в колхозах Херсонской области, начальник механизированного отряда колхоза «Россия» Чаплинского района Херсонской области.
За творческую инициативу и активность, получение высоких и устойчивых урожаев зерновых и кормовых культур, повышение производительности труда и снижение себестоимости продукции на основе широкого внедрения прогрессивности технологий был в составе коллектива удостоен Государственной премии СССР за выдающиеся достижения в труде 1985 года.
Указом Президиума Верховного Совета СССР от 15 мая 1987 года присвоено звание Героя Социалистического Труда с вручением ордена Ленина и золотой медали «Серп и Молот».
Избирался народным депутатом СССР.
Живёт в селе Новонаталовка.